# Lank
Lank är vid destillation av alkoholhaltiga vätskor den sista, alkoholsvagaste delen av destillatet. Lank kallas stundom varje alkoholsvagt destillat. I den svenska brännvinslagstiftningen kvarstod uttrycket lank ända till 1887, i det att man vid brännvinstillverkningen skilde mellan lank med 0–34, brännvin med 34–64 och sprit med 64–100 volymprocent alkohol. Alla slagen var dock underkastade samma skatt i förhållande till alkoholhalten. I ordningsstadgan för brännerierna den 13 juli 1887 talas ej längre om lank och sprit, utan endast om brännvin, vilket därefter i alla förordningar varit det gemensamma uttrycket för alla alkoholhaltiga destillat.